# Psallovius
Psallovius is een geslacht van wantsen uit de familie van de Miridae (Blindwantsen). Het geslacht werd voor het eerst wetenschappelijk beschreven door Henry in 1999.

## Soorten
Het genus bevat de volgende soorten:

- Psallovius dimorphicus Schwartz & Schuh, 1999
- Psallovius flaviclavus (Knight, 1930)
- Psallovius nigroantennatus Schwartz & Schuh, 1999
- Psallovius piceicola (Knight, 1923)
- Psallovius rubrofemoratus (Knight, 1930)